# ぼくらの血盟
『ぼくらの血盟』（ぼくらのけつめい）は、かかずかずによる日本の漫画作品。『週刊少年ジャンプ』（集英社）2019年50号にて「誓約の紅」のタイトルで読切版が掲載された後、「ぼくらの血盟」に改題し、同誌にて2020年41号から2021年8号まで連載された。

## ストーリー
主人公・緋月シンには生みの両親がいなかったが、吸血鬼の両親に引き取られ、後に生まれた弟の緋月コウとともに幸せに暮らしていた。しかし長髪の吸血鬼により育ての両親が殺害され、コウにも魔の手が迫ってきた。窮地に立たされたシンは、育ててくれた両親の代わりにコウの召使いとしてコウを守っていく。

## 登場人物

### 主要人物
緋月 シン（ひづき シン）
本作の主人公。爽やかな雰囲気の青年。一人称は「俺」で、敬語で話す。弟のコウとともに吸血獣を退治している。元は孤児であり、吸血鬼の夫婦に引き取られ義弟のコウとともに暮らしていたが、突如長髪の吸血鬼に義理の両親を殺されたことで両親に変わってコウを守ると決意し、吸血鬼の世界に伝わる無名の血盟をコウと結びコウに血液を与えていた。アルバムを見た子供にすらビジンと言われるほどの美形で、学校では西山泉生と並んで二代イケメンと呼ばれている。商店街の婦人層にも人気で率先して商品を譲渡されている。また、ひっそりと暮らす吸血鬼のために週に1度献血で集めた血を配達している。コウと血盟を結ぶ前から他の吸血鬼に配慮して、人間としてのニオイを薄めるためにコウの父の血を毎日薄めて飲んでいた。
対吸血獣用道具を多数所持しているが、戦闘スタイルは専ら徒手空拳が多い。対吸血獣用の技として紅穿掌 (ぐぜんしょう)、紅穿烈掌 (ぐぜんれっしょう) と言う技を使う。
緋月 コウ（ひづき コウ）
本作のもう一人の主人公にして、シンの義弟。一人称は「おれ」で、両親がシンを引き取った2年後に生まれる。兄思いな少年だが、幼い部分が少々残っている。先王の息子で古の吸血鬼の王の血を引き継ぐ吸血鬼。母親が紅月の家系だが、出生を隠していたため当事者達にそれを知る物は少ない。しかし無名の血盟によりシンの血以外は口に出来なくなり、シンから血液を貰い、それを力に変えて吸血獣と戦う。シンの血を飲むと髪が白く変色する。王の力として他の七王月にはない「他者の血を操る能力」を持っている。

### 人間
夕木 紫乃（ゆうき しの）
第1話に登場。シンとは別の高校に通う人間で家族とは血が繋がっておらず、7歳の時に今の家族に引き取られた。
けんと (けんと)
滅多に人が足を踏み入れないと言われている山奥の屋敷に軽々と不法侵入し、ビジンを発見する少年。
西山 泉生（にしやま いずき）
シンの親友で、シンと同じ高校に通う高校生。学校ではシンと並んで二代イケメンと呼ばれている。
西山 瑞生（にしやま みずき）
泉生の妹。
西山 由美（にしやま ゆみ）
泉生、瑞生の母。
キリ
シンが週に1度血を届けている吸血鬼の家の子供。小学校に通っていたが、血の入った水筒を忘れた日に空腹から同級生を襲いかけてしまい不登校になっている。後に緋月兄弟への見せしめとして廻峯によって誘拐され、半獣化させられてしまう。
アキ
キリと同じ小学校に通う女の子。廻峯の策謀でキリとともに幽閉され、半獣化したキリによって殺害された。
マレク
アルフレートの友人。一方的に裏切りと判断され、彼を含む村民全て悲劇の少女と化したアルフレートによって殺害された。

### 光狼(フェンリル)
セイ
光狼のメンバー。
ヒマリ
セイ同様、光狼のメンバー。

### 吸血鬼
アリス
対吸血鬼獣道具屋の店主。店番からは親方と呼ばれている。外見はコウより幼い少女の姿だが、実年齢は遙かに上。シンのことを「緋月のぼーず」と子供扱いする。
京華（きょうか）
第4話で登場した吸血鬼。初対面で泉生のいとこを自称したが全くの嘘であり、泉生の妹・瑞生を攫った張本人。他人の姿に化けたり複数の分身を作り出せる術を用いるが、中身までは真似出来ずフタマタにも気付かれる程度。泉生と連帯したシンに負かされ撤退した。
朱月 廻峯（あかつき かいね）
灰賀と組む吸血鬼。京華の上司でもある七王月の1つである朱月家の末弟で、血の武器化を行える。姉の婚約者として送り込まれた抑止力によって一族を滅ぼされ、人間との決別を決意した。藍月によってお仕置き部屋に落とされるが、3日間で獣化直前にまで鳴りながらも自力で脱出した。その後、自身が半獣化させた少女の姿を目の当たりにして謝罪を述べた。
灰賀（はいが）
廻峯と組む吸血鬼。幼少の頃から朱月家の従者をしている。可愛いものが好きで、さぶろーに夢中。緋月兄弟の実力を計るためにコウの小学校まで来たが、さぶろーを見た瞬間に触ることを最優先にするほど。七王月では無いため血の武器化には遠く及ばないが、紅牙衝 (こうがしょう) という地面から血の棘を生やす技を使う。
アルフレート
アリスから語られた16世紀の東欧に生きた吸血鬼。
紅月 藍月（こうづき らんげつ）
紅月家の長男。コウの母親の兄にあたる。緋月兄弟の家の主人だが、滅多に帰らないらしい。家の素材となった木や石に長年かけて彼の血が染み込ませてあり、その一存で自由に操ることが出来る。人間であるシンを吸血鬼の世界で生きられる様に鍛え上げた師であり、先王に匹敵する実力と評されている。作中描写としても光狼に気取られることなく現れるなど、敵の背後に瞬間移動するなど高い実力を伺わせる。妹の夫である先王のことを何故か義兄さんと呼ぶ。(通例ならば義弟。)

## 書誌情報
- かかずかず 『ぼくらの血盟』 集英社〈ジャンプ・コミックス〉、全2巻
  1. 「血盟の兄弟」2021年1月9日発行（1月4日発売[集 1][3]）、ISBN 978-4-08-882533-5
  2. 「血を超えて」2021年3月9日発行（3月4日発売[集 2]）、ISBN 978-4-08-882580-9